# Greyabbey
Greyabbey är en ort i Storbritannien.   Den ligger i distriktet Ards and North Down och riksdelen Nordirland, i den västra delen av landet, 500 km nordväst om huvudstaden London. Greyabbey ligger 9 meter över havet och antalet invånare är 1 030.
Terrängen runt Greyabbey är platt. Havet är nära Greyabbey åt sydväst.  Närmaste större samhälle är Newtownards, 10,6 km nordväst om Greyabbey. 